# Persillade

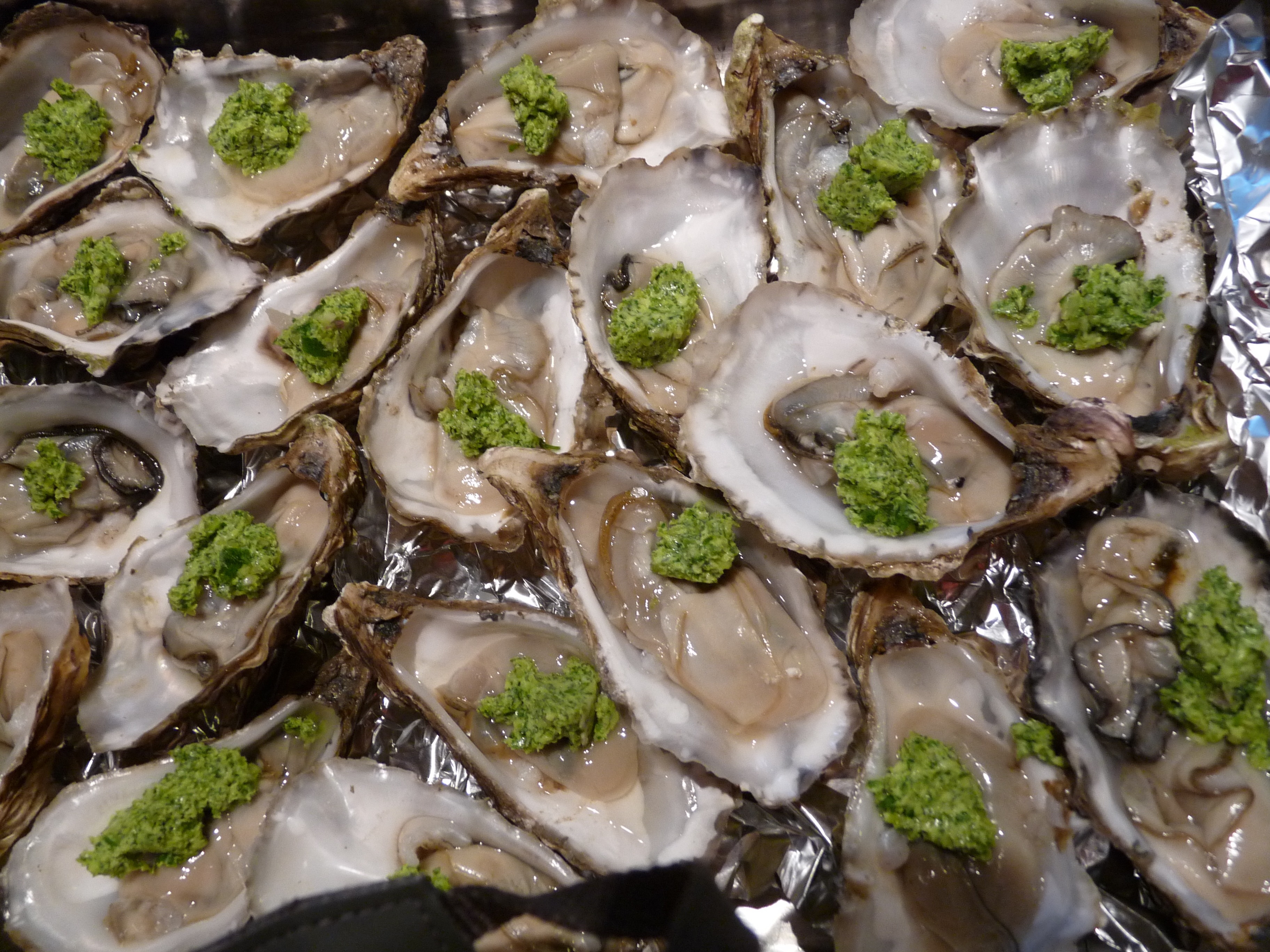
Ostras con persillade.

La persillade, llamada a veces perejilada, (del francés, persillade; pronunciación en francés: /pɛʁsijad/) es una salsa o aliño consistente en una mezcla de perejil (persil en francés) picado con especias como ajo, hierbas, aceite y vinagre.
En su forma más simple, consistente solo en perejil y ajo, es un ingrediente común en muchas recetas, parte de la mise en place del salteado. Si se añade al principio de la cocción queda suave, pero cuando se añade al final o como guarnición, aporta un sabor fuerte a ajo. Se usa extensamente en las cocinas francesa, española (llamada "majada") y griega, así como en la cajún, la criolla de Luisiana y la quebequesa.
Un plato clásico de bistró francés y quebequés son las pommes persillade, dados de patata salteados en una pequeña cantidad de aceite, a los que se añade persillade al final de la cocción. En Quebec puede a veces combinarse con la poutine quebequesa para obtener un plato híbrido llamado poutine persillade. La persillade también es popular en Luisiana: el plato insignia del chef de Nueva Orleans Austin Leslie era el pollo frito con persillade.

## Variantes
La simplicidad de la combinación básica invita a hacer variaciones, tanto añadiendo otros ingredientes como sustituyendo el perejil por otras hierbas, como hoja de laurel, orégano, albahaca o estragón, pero ya no es una persillade. Combinada con pan rallado se usa como corteza para la ternera asada o las chuletas de cordero. Al añadir cáscara de limón se obtiene gremolata, una guarnición tradicional para la pierna de cordero asada. La anchoa es una adición normal en la cocina provenzal. A menudo se añade a la persillade una pequeña cantidad de aceite de oliva para que resulte más fácil trabajarla.